# Johnny Dawkins
Pour les articles homonymes, voir Dawkins.
Johnny Earl Dawkins, Jr. (né le 28 septembre 1963) est un ancien joueur américain de basket-ball et actuel entraîneur de l'université du centre de la Floride.

## Carrière universitaire
Il joua au lycée Mackin à Washington avant d'être enrôlé à l'université Duke. À Duke, il devint le meilleur marqueur de l'histoire de l'école avec 2 556 points, qui tint jusqu'en 2006 lorsque J. J. Redick le battit. Lors de son année senior à Duke, en 1985-1986, les Blue Devils de Duke réalisèrent un bilan de 37 victoires - 3 défaites. Ils atteignirent la finale du tournoi NCAA 1986, s'inclinant face à Louisville 72-69. Dawkins inscrivit 20,2 points par match et remporta le trophée de Naismith College Player of the Year. Il est diplômé en sciences politiques.
Son numéro 24 fut retiré à l'université. Dawkins fut également nommé parmi les 50 meilleurs joueurs de l'histoire de l'Atlantic Coast Conference et fut classé 78e meilleur joueur de l'histoire du basket-ball universitaire par The Sporting News en 2002.

## Carrière NBA
Lors de la draft 1986, Dawkins fut sélectionné par les Spurs de San Antonio au 10e rang. Il joua neuf saisons en NBA, sous le maillot des 76ers de Philadelphie et des Pistons de Détroit. Lors de sa carrière NBA, il totalisa 11,1 points, 5,5 passes décisives et 2,5 rebonds.

## Carrière d'entraîneur
À l'issue de sa carrière NBA, il retourna à l'université Duke en 1996, où il travailla en tant qu'administratif au département des sports et comme commentateur des matchs de Duke à domicile. Il rejoignit le staff d'entraîneurs de Duke en 1998, collaborant aux côtés de Mike Krzyzewski. Il s'occupa du développement des joueurs à partir de 1999.
En avril 2008, il fut nommé entraîneur de l'université Stanford, succédant à Trent Johnson.